# Eletrão de valência

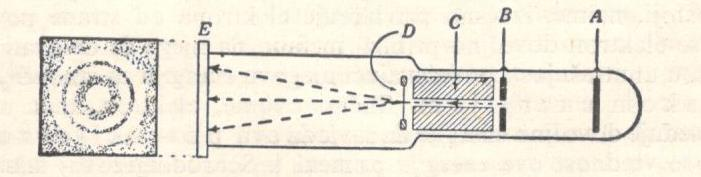
Experimento de J.J. Thomson com tubos de raios catódicos que foi utilizado na descoberta dos elétrons

Em química, eletrões de valência (português europeu) ou elétrons de valência (português brasileiro) são os eletrões contidos no mais exterior nível eletrónico de um átomo. Os eletrões de valência são importantes para determinar como um elemento químico reage quimicamente com outros elementos.
Quanto mais completa a camada de valência, mais inerte um átomo é, e menos provável é ele reagir com outros elementos químicos do seu próprio tipo. Isto acontece porque é necessária mais transferência de energia (fotões) para perder ou ganhar electrões de ou para uma camada, quando essa camada está mais completa/cheia.
Os eletrões de valência têm a habilidade de, tal como os electrões nas camadas mais interiores, absorver ou libertar energia (fotões). Este ganho ou perda de energia poderá levar a que um eletrão se mova para outro nível ou mesmo a se libertar do átomo e da sua camada de valência.
Quando um eletrão absorve/ganha mais energia, move-se para uma camada mais exterior. Dependendo da quantidade de energia o electrão contém e ganhou devido à absorção de um ou mais fotões Quando um eletrão liberta/perde energia, move-se para uma camada mais interna. 